# Marcos Rojas
Marcos Antonio Rojas Concha (ur. 2 czerwca 1995 w Moyobambie) – peruwiański sztangista, olimpijczyk z Tokio 2020.

## Udział w zawodach międzynarodowych
| Impreza                     | Rok  | Miejsce       | Kategoria | Wynik  | Wynik   |
| Impreza                     | Rok  | Miejsce       | Kategoria | Dwubój | Miejsce |
| --------------------------- | ---- | ------------- | --------- | ------ | ------- |
| Igrzyska olimpijskie        | 2020 | Tokio         | do 61 kg  | 240    | 12.     |
| Mistrzostwa świata          | 2017 | Anaheim       | do 56 kg  | 240    | 7.      |
| Mistrzostwa świata          | 2019 | Pattaya       | do 61 kg  | DNF    | DNF     |
| Mistrzostwa panamerykańskie | 2018 | Santo Domingo | do 56 kg  | 241    | 6.      |
| Mistrzostwa panamerykańskie | 2019 | Gwatemala     | do 61 kg  | 254    | 7.      |